# 아센디오
아센디오(영어: Ascendio Co. Ltd.)는 대한민국의 드라마 및 영화, 비디오및 방송 제작 기업 사업으로, 본사는 서울특별시 강남구 언주로 729 8층(논현동, 마스터스빌딩)에 있다.
2021년 키위미디어에서 현재사명으로 변경하였다
2023년에 150억원 규모의 제3자배정 유상증자를 하였다. 2025년 자본잠식률이 62.3%에 관리종목 지정 우려가 제기된 적이 있다.

## 드라마 및 영화 콘텐츠 사업

### KBS
| 제목                  | 제작사             | 비고      |
| --------------------- | ------------------ | --------- |
| 우당탕탕 패밀리       | 몬스터 유니온      | 협력 제작 |
| KBS 드라마스폐셜 2022 |                    |           |
| 여왕의 집             | 플라잉엔터테인먼트 | 협력 제작 |
| 예정                  |                    |           |

### 타사
- 무정

### 영화
| 국가 | 제목                     | 개봉일     | 종류 | 담당           | 레이블         |
| ---- | ------------------------ | ---------- | ---- | -------------- | -------------- |
| 한국 | 《범죄도시》             | 2017.10.3  | 실사 | 제공, 배급     | 키위미디어그룹 |
| 한국 | 《대장 김창수》          | 2017.10.19 | 실사 | 제공, 배급     | 키위컴퍼니     |
| 한국 | 《기억의 밤》            | 2017.11.29 | 실사 | 제공, 공동배급 | 키위컴퍼니     |
| 미국 | 《체실 비치에서》        | 2018.9.20  | 실사 | 제공, 공동배급 | 키위미디어그룹 |
| 한국 | 《악인전》               | 2019.5.15  | 실사 | 제공, 배급     | 키위미디어그룹 |
| 한국 | 더 와일드: 야수들의 전쟁 |            | 실사 |                |                |

## 사업 부문 (석탄 사업)

### 개요
- 이 회사는 플로리다 잭슨빌과 콜롬비아 광구의 채굴권을 소유하고 있는 미국의 석탄회사인 키스톤인더스트리와 아시아지역 총판권을 계약, 국내에서 영업활동을 하고 있다. 제철용 석탄을 국내 및 일본등 세계적인 제철회사등에 계약을 체결하여 석탄을 납품하는 등의 활동을 하고 있다.

#### 논란
- 2013년, 키스톤글로벌은 9년간 적자를 기록해 온 홍콩 증시 상장 업체 시베리안마이닝의 지분을 매입했다. 시베리안마이닝은 2012년 수입이 16억이고 순손실은 무려 550억인 회사이며, 사장을 비롯한 주요주주가 모두 한국인이다. 이는 상식적으로 납득하기 힘든 수상한 투자로 여겨지고 있다.[6][7]
- 초전도체 테마기업인 퀀텀포트의 전환사채 45억원어치를 인수하고 이를 다시 전환사채를 발행해 메워 논란이 일고 있다.

## 같이 보기
- 반도홀딩스
- 범죄도시